# Cộng hòa dân chủ
Cộng hòa dân chủ là một chế độ chính trị hoạt động dựa trên các nguyên lý của cả hai hình thức cộng hòa và dân chủ. Cộng hòa là thể thức mà ở đó nhiều người cùng tham gia vào việc điều hành một nước, tức là nói đến Bộ máy nhà nước có sự phân quyền giữa ba nhánh quyền lực lập pháp, hành pháp, và tư pháp. Nó khác hoàn toàn với chuyên chế hay độc tài. Dân chủ là thể thức mà ở dó người dân có khả năng tham gia quyết định các chính sách của một quốc gia hay tham gia thành lập bộ máy nhà nước thông qua bầu cử. Có 2 hình thức dân chủ là Dân chủ trực tiếp và dân chủ gián tiếp. Tuy nhiên, tùy theo từng nước và hoàn cảnh quốc gia mà thể chế dân chủ phát triển đến mức độ nào.
Mặc dù không phải các nên dân chủ đều theo thể chế cộng hòa (như quân chủ lập hiến), và cũng không phải tất cả nền cộng hòa đều dân chủ. Việc dùng từ ngữ có thể gây nhầm lẫn vì một nền cộng hòa có thể hoạt động dân chủ, cũng như một nền dân chủ áp dụng thể chế cộng hòa. Mặt khác, việc một quốc gia tự nhận là nền cộng hòa dân chủ không biến nó thành một nước cộng hòa dân chủ (như Cộng hòa Dân chủ Nhân dân Triều Tiên).
Về ngữ nghĩa, một số quốc gia thêm từ hạn định dân chủ vào tên có thể tự coi bản thân nó là một nền dân chủ, hoặc mong muốn xây dựng nên nền dân chủ, thường những nước có "cộng hòa dân chủ" trong tên là những nước hậu thuộc địa.

## Các quốc gia theo Cộng hòa Dân chủ
Bắt đầu từ thế kỷ 20 và sau Đệ nhị Thế chiến, nhiều quốc gia đã sử dụng thuật ngữ "cộng hòa dân chủ" trong tên chính thức của họ, và hầu hết trong số đó là các quốc gia độc đảng theo chủ nghĩa Mác-Lênin hoặc xã hội chủ nghĩa. Có thể kể đến như Cộng hòa Dân chủ Đức (Đông Đức), Việt Nam Dân chủ Cộng hòa và Cộng hòa Dân chủ Afghanistan.
Một số quốc gia hiện nay sau đây có "cộng hòa dân chủ" trong tên chính thức.
- Cộng hòa Dân chủ Congo
- Cộng hòa Dân chủ Timor - Leste
- Cộng hòa Dân chủ São Tomé và Príncipe.
- Cộng hòa Dân chủ xã hội chủ nghĩa Sri Lanka.
- Cộng hòa Dân chủ Algérie
- Cộng hòa Dân chủ nhân dân Lào
- Cộng hòa Dân chủ Nhân dân Triều Tiên
- Cộng hòa Ả Rập Tây Sahara
- Cộng hòa Dân chủ Liên bang Nepal
- Liên bang Cộng hòa Dân chủ Ethiopia.